# Blepharella setigera
Blepharella setigera là một loài ruồi trong họ Tachinidae.